# 호암벚꽃축제
호암벚꽃축제는 경기도 용인시 처인구 포곡읍 가실리에서 매년 4월에 개최하는 벚꽃 축전이다.

## 역사와 개요

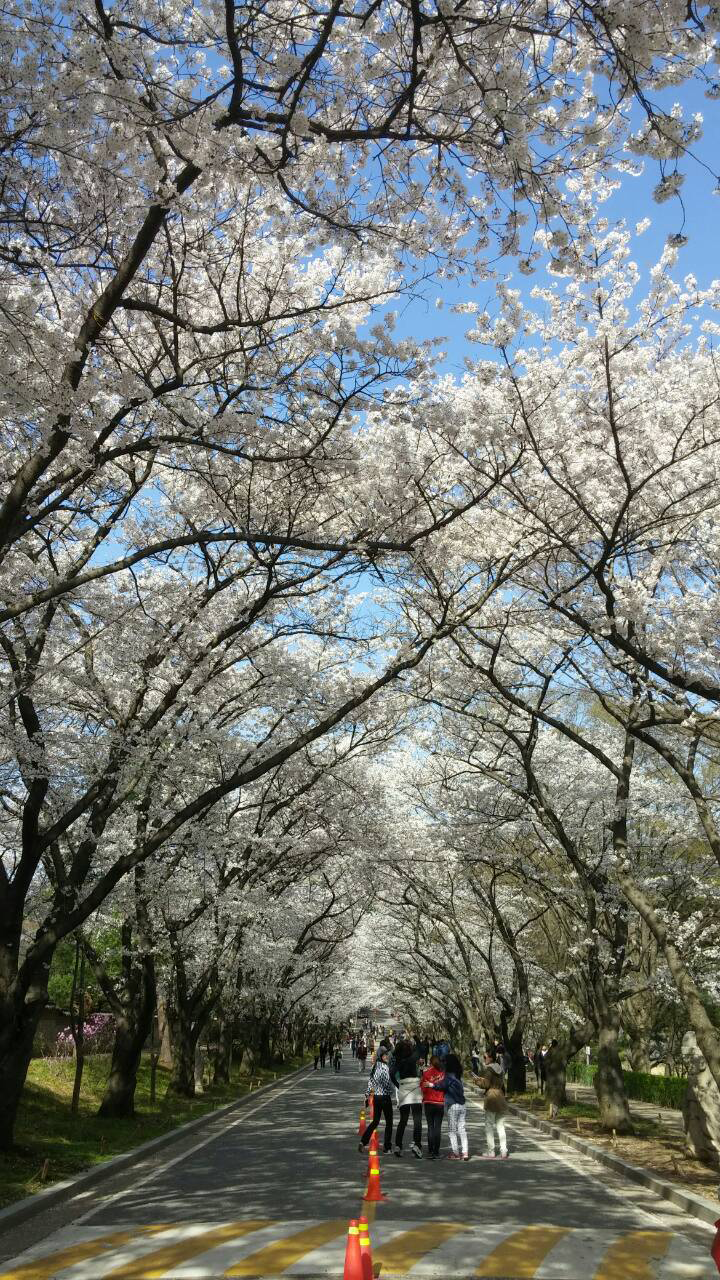
벚꽃 가로수길

용인 에버 벚꽃 문화제는 '용인시민과 함께 하는 봄나들이'를 주제로 가실벚꽃길과 호암미술관 앞, 에버랜드 일원에서 거리 공연과 체험 이벤트 등을 열었다. 용인시와 삼성에버랜드(주)가 공동 주최.주관하며, 제3군 사령부 군악대․의장대가 함께한다. 2013년 4월 17일부터 21일까지 5일간 에버랜드, 제3군 사령부와 함께 시민들이 용인8경 가실벚꽃길의 아름다움을 즐길 수 있게 '제1회 용인 에버 벚꽃 문화제'를 개최하였다. 용인8경에 해당하는 가실벚꽃길을 널리 알리는 시민과 함께하는 문화제를 통해 용인시의 시정이념인‘함께하는 행복한 용인’을 구현하는 행사이다. 이후 2014년에 제2회 용인에버벚꽃축제를 공동 개최하여 용인시와 에버랜드 처인구 포곡읍 가실리 호암미술관 일대에서 열려고 하였지만, 세월호 여객선 침몰사고로와 관련, 4월 18부터 20일까지 예정되었던 벚꽃축제를 긴급 취소하였다.
2015년에 제 2회 진행되는 축제는 '용인시민과 함께 하는 봄나들이'라는 같은 주제로 4월 17일부터 19일까지 3일간 에버랜드 서문 플라자와 호암호수 주변 산책로에서 진행된다. 제일모직과 용인시가 공동으로 개최하는 용인에버 벚꽃 축제이다. 벚꽃 축제장인 호암호수 맞은편 산에는 왕벚, 산벚 등 1만 그루의 벚나무, 목련, 영산홍, 개나리, 진달래, 철쭉 등 다른 봄꽃들과 어우러져 있다. 또한 수령 50년 이상의 왕벚나무 사이 호수 주변 산책로에 벚꽃들이 휘날리며 영동고속도로 마성IC∼에버랜드 정문(2.2km) '벚꽃 가로수 길'은 벚꽃을 즐기는 드라이브 코스로 유명하다.

## 갤러리
|  |  |